# Orancistrocerus drewseni
Orancistrocerus drewseni är en stekelart som först beskrevs av Henri Saussure 1857.  Orancistrocerus drewseni ingår i släktet Orancistrocerus och familjen Eumenidae.

## Underarter
Arten delas in i följande underarter:
- O. d. ingens
- O. d. nigricapitus
- O. d. opulentissimus